# Campeonato Africano de Atletismo de 2012 - 100 m masculino
A prova dos 100 metros masculino do Campeonato Africano de Atletismo de 2012 foi disputada entre os dias 27 e 28 de junho de 2012 no Estádio Charles de Gaulle em Porto Novo,  no Benim. 

## Recordes
Antes desta competição, os recordes mundiais e do campeonato nesta prova eram os seguintes:
|                       | Nome           | Nacionalidade | Tempo | Local  | Data                 |
| --------------------- | -------------- | ------------- | ----- | ------ | -------------------- |
| Recorde mundial       | Usain Bolt     | Jamaica       | 9s 58 | Berlim | 16 de agosto de 2009 |
| Recorde do campeonato | Seun Ogunkoya  | Nigéria       | 9s 94 | Dakar  | 19 de agosto de 1998 |
| Recorde africano      | Olusoji Fasuba | Nigéria       | 9s 85 | Doha   | 12 de maio de 2006   |

## Medalhistas
| Ouro                | Prata                           | Bronze                   |
| Simon Magakwe (RSA) | Amr Ibrahim Mostafa Seoud (EGY) | Hua Wilfried Koffi (CIV) |

## Cronograma
Todos os horários são locais (UTC+1).
| Data        | Hora  | Evento    |
| ----------- | ----- | --------- |
| 27 de junho | 13:10 | Bateria   |
| 28 de junho | 13:15 | Semifinal |
| 28 de junho | 15:15 | Final     |

## Resultados

### Bateria
Qualificação: 2 atletas de cada bateria (Q) mais os 8 melhores qualificados (q).
| Posição | Bateria | Raia | Atleta                    | Nacionalidade             | Tempo | Notas |
| ------- | ------- | ---- | ------------------------- | ------------------------- | ----- | ----- |
| 1       | 4       | 3    | Abdourahim Haroun         | Chade                     | 10.28 | Q     |
| 2       | 1       | 3    | Simon Magakwe             | África do Sul             | 10.39 | Q     |
| 2       | 3       | 7    | Hua Wilfried Koffi        | Costa do Marfim           | 10.39 | Q     |
| 4       | 7       | 3    | Suwaibou Sanneh           | Gâmbia                    | 10.43 | Q     |
| 5       | 1       | 2    | Tim Abeyie                | Gana                      | 10.45 | Q     |
| 5       | 7       | 4    | Amr Ibrahim Mostafa Seoud | Egito                     | 10.45 | Q     |
| 7       | 4       | 4    | Stanley Azie              | Nigéria                   | 10.54 | Q     |
| 8       | 3       | 3    | Innocent Bologo           | Burquina Fasso            | 10.55 | Q     |
| 8       | 1       | 1    | Béranger Aymard Bosse     | República Centro-Africana | 10.55 | q     |
| 10      | 2       | 5    | Egwero Ogho-Oghene        | Nigéria                   | 10.57 | Q     |
| 10      | 2       | 6    | Gérard Kobéané            | Burquina Fasso            | 10.57 | Q     |
| 10      | 5       | 5    | Mosito Lehata             | Lesoto                    | 10.57 | Q     |
| 13      | 4       | 1    | Roscoe Engel              | África do Sul             | 10.59 | q     |
| 14      | 3       | 6    | Ibrahim Muiya             | Quênia                    | 10.61 | q     |
| 15      | 5       | 2    | Ashhad Agyapong           | Gana                      | 10.63 | Q     |
| 15      | 1       | 4    | Fabrice Coiffic           | Ilhas Maurícias           | 10.63 | q     |
| 17      | 1       | 8    | Yateya Kambepela          | Botswana                  | 10.67 | q     |
| 18      | 8       | 8    | Hitjivirue Kaanjuka       | Namíbia                   | 10.69 | Q     |
| 18      | 4       | 2    | Titus Kafunda Mukhala     | Zâmbia                    | 10.69 | q     |
| 18      | 7       | 8    | Gogbeu Francis Koné       | Costa do Marfim           | 10.69 | q     |
| 21      | 4       | 7    | Adama Jammeh              | Gâmbia                    | 10.70 | q     |
| 22      | 2       | 3    | Idrissa Adam              | Camarões                  | 10.71 |       |
| 23      | 8       | 7    | Fiacre Brisso Bahorou     | Benim                     | 10.75 | Q     |
| 24      | 7       | 7    | Pierre Paul Bissek        | Camarões                  | 10.77 |       |
| 25      | 6       | 2    | Obinna Metu               | Nigéria                   | 10.78 | Q     |
| 26      | 6       | 3    | Allah Laryea-Akrong       | Gana                      | 10.82 | Q     |
| 26      | 1       | 7    | Holder da Silva           | Guiné-Bissau              | 10.82 |       |
| 28      | 8       | 6    | Francis Zimwara           | Zimbabwe                  | 10.83 |       |
| 29      | 2       | 2    | Delivert Arsene Kimbembe  | República do Congo        | 10.89 |       |
| 30      | 7       | 1    | Sibusiso Matsenjwa        | Essuatíni                 | 10.91 |       |
| 31      | 3       | 8    | Adam Yarou                | Benim                     | 10.96 |       |
| 32      | 5       | 7    | Yendountien Tiebekabe     | Togo                      | 10.98 |       |
| 33      | 2       | 4    | Abyot Lencho              | Etiópia                   | 11.00 |       |
| 34      | 2       | 8    | Mustapha Manga            | Gâmbia                    | 11.05 |       |
| 35      | 8       | 4    | Jean-Yves Esparon         | Seicheles                 | 11.06 |       |
| 36      | 3       | 4    | Danny D'Souza             | Seicheles                 | 11.07 |       |
| 37      | 5       | 4    | Thierie Ferdinand         | Ilhas Maurícias           | 11.10 |       |
| 37      | 7       | 2    | Wetere Galcha             | Etiópia                   | 11.10 |       |
| 39      | 8       | 3    | Mooketsi Magaga           | Botswana                  | 11.15 |       |
| 40      | 8       | 5    | Jean Tarcicius Batambok   | Camarões                  | 11.16 |       |
| 41      | 4       | 8    | Alebachew Deriso Getahun  | Etiópia                   | 11.19 |       |
| 42      | 5       | 8    | Lester Dogley             | Seicheles                 | 11.25 |       |
| 43      | 1       | 6    | Mohamed Dowha             | Líbia                     | 11.30 |       |
| 44      | 7       | 5    | Alexandre Osvaldo         | Angola                    | 11.34 |       |
| 45      | 3       | 5    | Tondi Ide Adamou          | Níger                     | 11.35 |       |
| 45      | 4       | 6    | Coulibaly Sounkhasso      | Mali                      | 11.35 |       |
| 47      | 4       | 5    | Antimo Oyono              | Guiné Equatorial          | 11.50 |       |
| 48      | 3       | 2    | Hassan Arreh Farhan       | Djibuti                   | 11.87 |       |
| 49      | 7       | 6    | Hannes Dreyer             | África do Sul             | 12.26 |       |
| 98      | 6       | 6    | Ben Youssef Meité         | Costa do Marfim           | DSQ   |       |
| 98      | 6       | 5    | Tony Chirchir             | Quênia                    | DSQ   |       |
| 98      | 6       | 8    | Fanuel Kenosi             | Botswana                  | DSQ   |       |
| 99      | 1       | 5    | Brian Dzingai             | Zimbabwe                  | DNS   |       |
| 99      | 2       | 7    | Touray Ibrahim            | Serra Leoa                | DNS   |       |
| 99      | 3       | 1    | Richard Chitambi          | Zâmbia                    | DNS   |       |
| 99      | 5       | 6    | Marvini Bonde             | Zimbabwe                  | DNS   |       |
| 99      | 6       | 4    | Tekle Berhane             | Eritreia                  | DNS   |       |
| 99      | 6       | 7    | Sounkhaso Coulibaly       | Mali                      | DNS   |       |
| 99      | 8       | 2    | Shepherd Kofi Agbeko      | Gana                      | DNS   |       |

### Semifinal
Qualificação: 2 atletas de cada bateria  (Q) mais os  2 melhores qualificados (q). 
| Posição | Bateria | Raia | Atleta                    | Nacionalidade             | Tempo | Notas |
| ------- | ------- | ---- | ------------------------- | ------------------------- | ----- | ----- |
| 1       | 1       | 6    | Hua Wilfried Koffi        | Costa do Marfim           | 10.31 | Q     |
| 2       | 1       | 4    | Suwaibou Sanneh           | Gâmbia                    | 10.40 | Q     |
| 2       | 2       | 3    | Amr Ibrahim Mostafa Seoud | Egito                     | 10.40 | Q     |
| 2       | 3       | 6    | Mosito Lehata             | Lesoto                    | 10.40 | Q     |
| 5       | 3       | 3    | Stanley Azie              | Nigéria                   | 10.41 | Q     |
| 6       | 2       | 5    | Egwero Ogho-Oghene        | Nigéria                   | 10.43 | Q     |
| 7       | 1       | 3    | Obinna Metu               | Nigéria                   | 10.45 | q     |
| 8       | 2       | 6    | Simon Magakwe             | África do Sul             | 10.46 | q     |
| 9       | 3       | 1    | Ibrahim Muiya             | Quênia                    | 10.54 |       |
| 10      | 1       | 5    | Tim Abeyie                | Gana                      | 10.55 |       |
| 11      | 2       | 4    | Innocent Bologo           | Burquina Fasso            | 10.56 |       |
| 11      | 3       | 7    | Gérard Kobéané            | Burquina Fasso            | 10.56 |       |
| 13      | 3       | 8    | Allah Laryea-Akrong       | Gana                      | 10.57 |       |
| 14      | 1       | 7    | Roscoe Engel              | África do Sul             | 10.61 |       |
| 15      | 2       | 2    | Gogbeu Francis Koné       | Costa do Marfim           | 10.61 |       |
| 16      | 1       | 1    | Titus Kafunda Mukhala     | Zâmbia                    | 10.65 |       |
| 16      | 3       | 2    | Adama Jammeh              | Gâmbia                    | 10.65 |       |
| 18      | 3       | 5    | Hitjivirue Kaanjuka       | Namíbia                   | 10.66 |       |
| 19      | 2       | 8    | Béranger Aymard Bosse     | República Centro-Africana | 10.70 |       |
| 20      | 2       | 7    | Ashhad Agyapong           | Gana                      | 10.72 |       |
| 21      | 1       | 8    | Fiacre Brisso Bahorou     | Benim                     | 10.73 |       |
| 22      | 2       | 1    | Fabrice Coiffic           | Ilhas Maurícias           | 10.77 |       |
| 23      | 3       | 4    | Abdourahim Haroun         | Chade                     | 10.84 |       |
| 24      | 1       | 2    | Yateya Kambepela          | Botswana                  | DNS   |       |

### Final
| Posição           | Raia | Atleta                    | Nacionalidade   | Tempo | Notas |
| ----------------- | ---- | ------------------------- | --------------- | ----- | ----- |
| Medalha de ouro   | 1    | Simon Magakwe             | África do Sul   | 10.29 |       |
| Medalha de prata  | 6    | Amr Ibrahim Mostafa Seoud | Egito           | 10.34 |       |
| Medalha de bronze | 3    | Hua Wilfried Koffi        | Costa do Marfim | 10.37 |       |
| 4                 | 4    | Suwaibou Sanneh           | Gâmbia          | 10.39 |       |
| 5                 | 5    | Mosito Lehata             | Lesoto          | 10.40 |       |
| 5                 | 2    | Obinna Metu               | Nigéria         | 10.40 |       |
| 7                 | 7    | Egwero Ogho-Oghene        | Nigéria         | 10.47 |       |
| 8                 | 8    | Stanley Azie              | Nigéria         | 10.58 |       |

Legenda
| Recorde mundial       | Recorde mundial (World record)               |                       | Recorde africano                      | Recorde africano (African) |                                           | Q | Classificado por posição (Qualified) |
| Recorde do campeonato | Recorde do campeonato (Championship record)  | Recorde da América    | Recorde da América (Americas)         | q                          | Classificado por melhor tempo (Qualified) |   |                                      |
| Melhor marca do ano   | Melhor marca do ano (World leading)          | Recorde asiático      | Recorde asiático (Asian)              | DNS                        | Não largou (Did not start)                |   |                                      |
| Recorde nacional      | Recorde nacional (National record)           | Recorde europeu       | Recorde europeu (European)            | DNF                        | Não terminou (Did not finish)             |   |                                      |
| Recorde pessoal       | Recorde pessoal do atleta (Personal best)    | Recorde da Oceania    | Recorde da Oceania (Oceania)          | DSQ / DQ                   | Desclassificado (Disqualified)            |   |                                      |
| Recorde da temporada  | Recorde da temporada do atleta (Season best) | Recorde sul-americano | Recorde sul-americano (South America) | NM                         | Sem marca (No mark)                       |   |                                      |